# Бёкман, Фердинанд
Фердинанд Бёкман (нем. Ferdinand Böckmann; 28 января 1843, Гамбург — 25 августа 1913, Дрезден) — немецкий виолончелист.
Учился в Гамбурге у Магнуса Клитца, Себастьяна Лее, затем в Дрездене у Фридриха Августа Куммера. С 1861 г. играл в придворном оркестре, а также в Дрезденском струнном квартете во главе с Теодором Блумером-старшим. Преподавал в Дрезденской консерватории, автор небольших сочинений и переложений для виолончели. В конце жизни был председателем Дрезденского музыкального общества.
В 1883 г. в семье Бёкманов останавливался в Дрездене Рихард Штраус, аккомпанировавший Бёкману на дрезденском исполнении своей сонаты для виолончели и фортепиано спустя две недели после её премьеры в Нюрнберге. В это же время Штраус написал сокращённую версию Романса для виолончели и фортепиано (полная версия, в отличие от краткой, оркестрована) и посвятил её Бёкману.
Бёкману также посвящены «Каприсы» (нем. Stimmungen; 1899) Карла Тиссена.